# Puclaro-Staudamm
Der Puclaro-Staudamm (spanisch Embalse Puclaro) ist ein Stausee im Tal des Elqui in der Region Coquimbo in Chile. Der Damm wurde im Jahre 1999 zur Bewässerung erbaut. Etwa 50 km flussabwärts liegt die Provinzhauptstadt La Serena. Das Stauziel liegt auf 432 m. s. n. m. Die Oberfläche des Stausees beträgt 720 ha. 

## Zweck
Die Region Coquimbo weist ein mediterranes und arides Klima auf. Weiter nördlich beginnt die Atacama-Wüste. Durch die Andenkette steht ganzjährig Schmelzwasser zur Bewässerung landwirtschaftlicher Flächen zur Verfügung, so dass insbesondere Obst und Wein angebaut werden kann. Allerdings schwanken die Winterniederschläge stark, sodass 1999 der Puclaro Damm fertiggestellt wurde um die Abflussmenge des Elqui zu regulieren. Das Dorf Gualliguaica wurde ans Ufer des Sees verlegt. Die alte Bahnstrecke von La Serena nach Vicuña liegt unter dem Seespiegel. Durch die Errichtung des Puclaro-Staudammes konnte die bewässerte Fläche im Tal auf 20.700 ha mehr als verdoppelt werden.

## Sport
Durch die starken Winde ab Mittag und das Verbot von Motorbooten ist der See ein exzellentes Revier für Windsurfer.

## Wandern
Entlang des rechten Seeufers verläuft ab Gualliguaica ein Wanderweg der in einer Bucht endet.

## Einzelnachweise

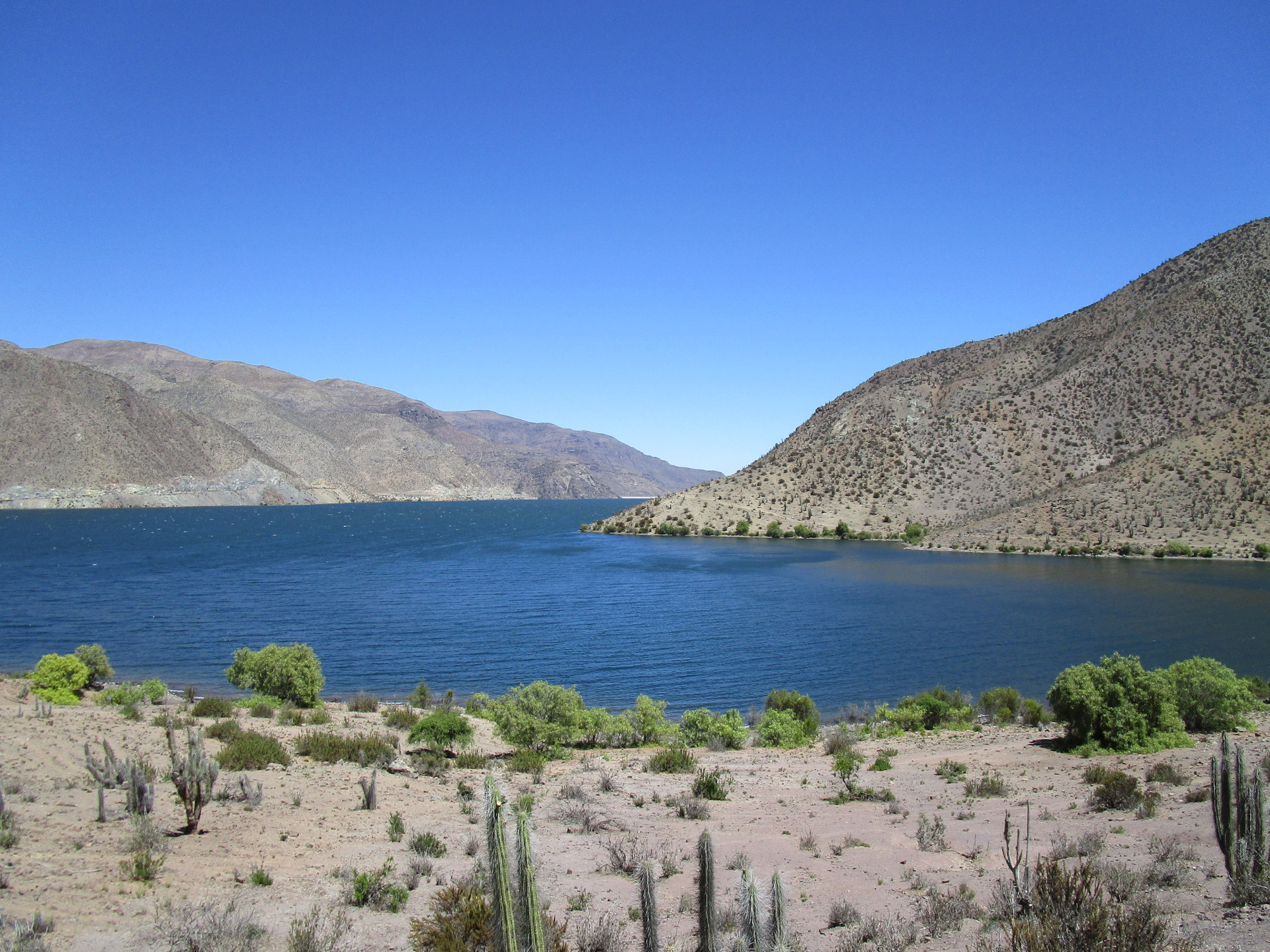
Puclaro-Stausee mit Blick Richtung Dammkrone